# Мохаммед Акбар
Мохаммед Гарріс Акбар (англ. Mohammed Harris Akbar; 9 грудня 1998, Бредфорд) — англійський боксер, чемпіон Європи серед аматорів.

## Аматорська кар'єра
Мохаммед Акбар був срібним призером молодіжного чемпіонату Європи 2015 і бронзовим призером молодіжного чемпіонату світу 2016.
На чемпіонаті світу 2021 зазнав поразки у першому бою від Юрія Захарєєва (Україна) — 0-5.
На чемпіонаті Європи 2022 став чемпіоном.
- У 1/8 фіналу переміг Тоні Яса (Нідерланди) — 5-0
- У чвертьфіналі переміг Сальваторе Кавальяро (Італія) — 5-0
- У півфіналі переміг Юрія Захарєєва (Україна) — 3-2
- У фіналі переміг Гарана Крофта (Уельс) — 5-0